# Young Animal
Young Animal (ヤングアニマル?, Yangu Animaru) è una rivista giapponese di manga per un pubblico seinen pubblicata dalla Hakusensha due venerdì al mese in formato B5.
La prima uscita fu nel 1989 col nome di Animal House, venne rinominata Young Animal nel 1992. Tuttavia la sua fondazione può essere anticipata al 1981 se viene considerato che lo "Shonen Jets" pubblicava manga shōnen sino al 1989, anno in cui venne sostituito dallo Young Animal, che continuò anche le serie della rivista precedente.

## Serie pubblicate suYoung Animal
- Ai yori aoshi
- Ai-Ren
- Air Master
- Angel Hard
- Berserk
- Chocotto Sister
- Detroit Metal City
- Futari Etchi
- Futari Ecchi for Ladies
- Grancrest senki
- Kentō ankoku-den sestas (けんとうあんこくでんセスタス?)
- KimiKiss ~various heroines~ (キミキス ～various heroines～?)
- Magical Strawberry (まじかるストロベリィ?)
- Momoiro Sweetie (ももいろスウィーティー?)
- Mouse
- My Silver-Colored House
- Nana & Kaoru
- Un marzo da leoni
- Show
- Suicide Island (ホーリーランド?)
- The Shiunji Family Children
- Twinkle Star Nonnonzie
- Umi no Misaki (海の御先?)
- Yubisaki Milk Tea
- Yuria Type 100 (ユリア100式?)